# Olive Jean Dunn
Olive Jean Dunn (1 de septiembre de 1915 - 12 de enero de 2008) fue una matemática y estadística estadounidense, y profesora de bioestadística en la Universidad de California en Los Ángeles (UCLA). Describió los métodos para calcular intervalos de confianza y también codificó la aplicación de la corrección de Bonferroni a los intervalos de confianza.  Es autora del libro, Basic Statistics: A Primer for the Biomedical Sciences publicada en 1977.

## Educación y trayectoria
Dunn estudió Matemáticas en la UCLA, recibió su licenciatura en 1936 y su maestría en 1951. Obtuvo un doctorado en Matemáticas en 1956 también en UCLA, supervisada por Paul G. Hoel.
El título de su tesis doctoral fue Estimation problems for dependent regression.
En 1956, fue nombrada profesora asistente de estadística en la Universidad Estatal de Iowa State College. Dunn regresó a UCLA en 1959 como profesora asistente de Bioestadística y profesora asistente de Medicina preventiva y Salud, y más tarde se convirtió en profesora titular y sirvió en ese cargo hasta su jubilación. Asimismo, sirvió en los consejos editoriales de varias revistas.

## Contribuciones a los métodos estadísticos
Algunos de los trabajos de 1958 y 1959 de Dunn condujeron a la conjetura de la desigualdad de correlación gaussiana, que solo fue probada por el matemático alemán Thomas Royen en 2014 y solo fue ampliamente reconocida como demostrada en 2017.
El trabajo de disertación doctoral de Dunn formó la base para su desarrollo continuo para métodos de intervalos de confianza en bioestadística y el desarrollo de un método para corregir pruebas múltiples.
La primera edición de su libro de texto, Basic statistics: a primer for the biomedical sciences, se publicó en 1977.  En ediciones posteriores fue coautora con otra profesora de UCLA, Virginia A. Clark. Dunn y Clark también son coautoras de Applied statistics: an analysis of variance and regression, que también tuvo ediciones varias, con Ruth M. Mickey uniéndose a ellas.

## Honores
Dunn se convirtió en miembro de la American Statistical Association en 1968.  También fue miembro de la Asociación Estadounidense para el Avance de la Ciencia (AAAS por sus siglas en inglés) y la Asociación Estadounidse de Salud Pública.
En octubre de 1974, Dunn fue honrada como la «mujer de ciencia del año» de UCLA, que le fue otorgado por ser «una mujer sobresaliente que ha realizado contribuciones significativas en el campo de la ciencia».